# الكسندر إيتكن
الكسندر إيتكن (بالإنجليزية: Alexander Aitken)‏ هو إحصائي ورياضياتي نيوزيلندي، ولد في 1 أبريل 1895 في دنيدن في نيوزيلندا، وتوفي في 3 نوفمبر 1967 في إدنبرة في المملكة المتحدة.